# Arisaema bonatianum
Arisaema bonatianum är en kallaväxtart som beskrevs av Adolf Engler. Arisaema bonatianum ingår i släktet Arisaema och familjen kallaväxter. Inga underarter finns listade.